# AB Alpha

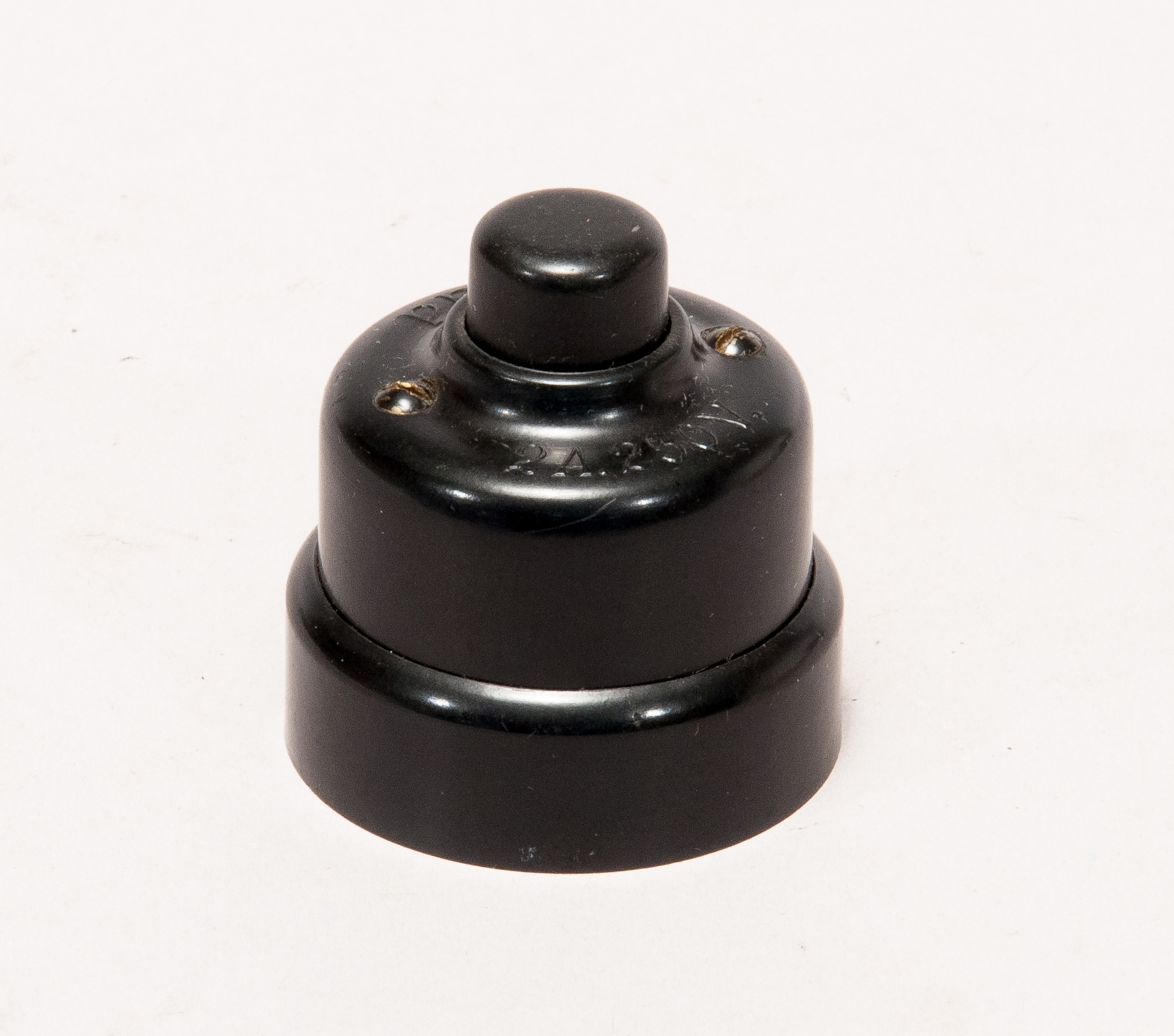
Pelloströmbrytaren i svart bakelit blev en av AB Alphas stora produkter. Bild från Tekniska Museets samlingar.

AB Alpha var en tillverkare av metaller, mätinstrument för materialprovning, mekanikdetaljer och bakelitplast som grundades hösten år 1888 av Max Sievert som en parallell verksamhet till Sieverts Kabelverk.
Till en början var verksamheten småskalig och inriktad på metaller (så kallade Alpha-metaller), mekanik och instrument, men i början av 1920-talet började man tillverka detaljer av plasten bakelit, vilket blev en snabbt växande verksamhet. AB Alpha ska enligt uppgift ha tillverkat det första plastföremålet i Sverige.
Hösten 1921 uppfann verkmästaren H. Forsberg den berömda Pelloströmbrytaren vilket blev en stor volymprodukt. Den enskilt viktigaste kunden var Ericsson som tillverkade telefondetaljer hos AB Alpha, förutom plastdetaljer till telefoner tillverkade man mikrofonkol.
Hösten år 1929 köpte Ericsson alla aktier i AB Alpha och företaget blev ett Ericsson-företag. Två år senare började AB Alpha att för Ericssons räkning tillverka kåporna till Bakelittelefonen, den telefon som var mer eller mindre standard i svenska hushåll under 1930- och 40-talet.

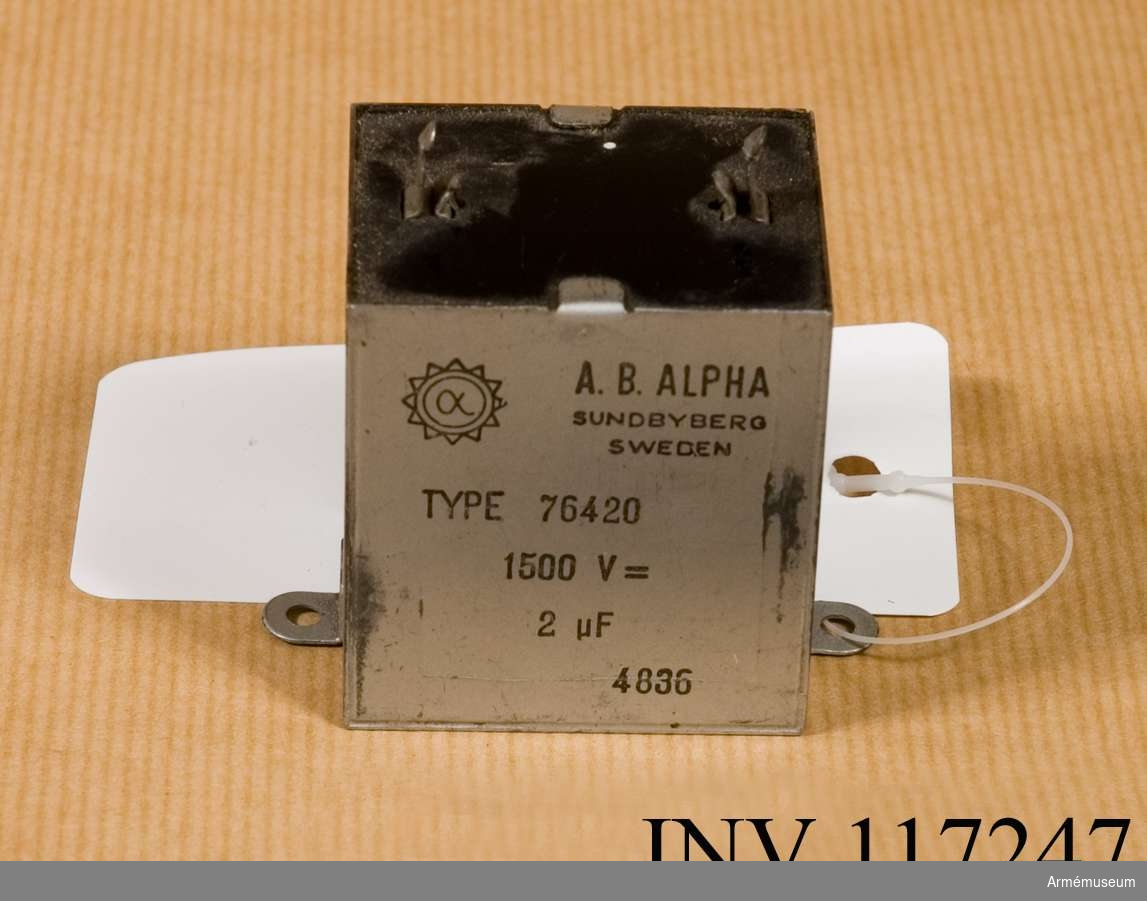
2 uF papperskondensator tillverkad av AB Alpha

Redan 1896 hade Ericsson börjat tillverka kondensatorer för företagets behov. I och med uppköpet av AB Alpha 1929 flyttade Ericsson tillverkningen av kondensatorer för Ericssons behov till AB Alpha. Under importbegränsningarna under andra världskriget kunde AB Alpha inte ensamma täcka behovet av kondensatorer och Ericsson köpte därför även in kondensatorer från RIFA. När Ericsson åren 1946-1947 blev ensam ägare av RIFA, flyttades kondensatorverksamheten i AB Alpha helt över till RIFAs nybyggda kondensatorfabrik i Ulvsunda. År 1951 hade AB Alpha cirka 700 anställda.